# Nectomys palmipes
Nectomys palmipes és una espècie de mamífer rosegador de la família dels cricètids. Viu a Trinitat i Tobago i el nord-est de Veneçuela. Es tracta d'un animal nocturn i solitari que s'alimenta d'artròpodes, fruita i fongs. El seu hàbitat natural són les selves tropicals de plana. És una espècie en risc mínim, és a dir, no sembla que hi hagi cap amenaça significativa per a la seva supervivència.